# چخوو (استان اشوی‌داشکسیه)
چخوو (به لهستانی: Czechów) یک منطقهٔ مسکونی در لهستان است که در گمینا کییه واقع شده‌است.